# Abdallah Mohamed Kamil
Abdallah Mohamed Kamil, né en 1936 à Obock, en côte française des Somalis, est un haut fonctionnaire et homme politique djiboutien. Il est président du Conseil de gouvernement du territoire français des Afars et des Issas (TFAI) en 1976 et Premier ministre de la république de Djibouti du 5 février 1978 au 2 octobre 1978.

## Biographie
Abdallah Mohamed Kamil effectue sa scolarité primaire et secondaire à Djibouti, puis bénéficie d'une bourse pour étudier en France où il passe le baccalauréat. Il poursuit ses études à Sciences-Po Paris, puis revient au TFAI (alors territoire d'outre-mer) où il devient fonctionnaire. Sa carrière administrative culmine avec sa nomination comme secrétaire général du gouvernement du TFAI en 1974.
Comme militant politique, il rejoint l'Union démocratique afar (UDA) en 1965 et participe aux événements d'août 1966 à la suite desquels il est brièvement emprisonné. Il est élu président du Conseil de gouvernement et ministre des Travaux publics en juillet 1976, en remplacement d'Ali Aref Bourhan, avec le soutien de la Ligue populaire africaine pour l'indépendance (LPAI).
Il participe en février 1977 aux négociations avec la France qui organisent l'indépendance du territoire en juin 1977. Après la démission d'Ahmed Dini, il devient Premier ministre de la nouvelle République entre février et septembre 1978, avant de basculer dans l'opposition au gouvernement de Hassan Gouled Aptidon. Il est à nouveau brièvement emprisonné.
Il crée ensuite une étude notariale à Djibouti.
En 1991, il est un porte-parole du Front pour la restauration de l’unité et la démocratie (FRUD) et dénonce des « ratissages anti-Afars » dans la ville de Djibouti qui font 59 morts en décembre 1991.